# Jean Albert Marie Auguste Bernard
Jean Albert Marie Auguste Bernard (3. května 1916, Béziers – 11. listopadu 2000, Villers-lès-Nancy) byl francouzský římskokatolický duchovní, v letech 1967–1972 pomocný biskup besançonský a v letech 1972–1991 biskup z Nancy a Toulu. Z důvodu dosažení kanonického věku rezignoval na biskupský úřad dne 30. listopadu 1991.

## Život
Jean Albert Marie Auguste se narodil v roce 1916, během první světové války. Po vysvěcení na kněze v roce 1945 působil ve farnostech montpellierské diecéze. V roce 1967 byl jmenován pomocným biskupem pro besançonskou arcidiecézi a titulárním biskupem z Vicus Turris.
Roku 1972 byl jmenován sídelním biskupem diecéze Nancy a Toul, kde působil až do věku 75, kdy v květnu roku 1991 podal papeži svou rezignaci. Úřad mu byl prodloužen do listopadu téhož roku, kdy jej nahradil Mons. Jean-Paul Jaeger. Mons. Bernard zemřel v roce 2000.